# Beni Szalita
Beni Szalita (hebr.: בני שליטא, ang.: Benny Shalita, ur. 13 listopada 1934 w Hajfie) – izraelski polityk, w latach 1981–1988 poseł do Knesetu z listy Likudu.

## Życiorys
Urodził się 13 listopada 1934 w Hajfie w ówczesnym Brytyjskim Mandacie Palestyny.
Eksternistycznie ukończył szkołę średnią. W 1956 został burmistrzem Menachemji. Zasiadał we władzach Galilei; stowarzyszenia władz samorządowych.
W wyborach parlamentarnych w 1981 po raz pierwszy został wybrany posłem. W dziesiątym Knesecie zasiadał w komisjach spraw zagranicznych i obrony; spraw wewnętrznych i środowiska oraz spraw gospodarczych, a także dwóch podkomisji. W wyborach w 1984 uzyskał reelekcję, a w Knesecie jedenastej kadencji zasiadał w komisjach edukacji i kultury; spraw gospodarczych; finansów; absorpcji imigrantów; spraw zagranicznych i obrony oraz kontroli państw. Był także członkiem trzech podkomisji i jednej komisji wspólnej. W 1988 utracił miejsce w parlamencie.